# Bernard Franciszek de Hoyos
Błogosławiony Bernard Franciszek de Hoyos SJ (ur. 21 sierpnia 1711 w Torrelobatón, zm. 29 listopada 1735 w Valladolid) – jezuita hiszpański, apostoł kultu Najświętszego Serca Pana Jezusa; beatyfikowany 18 kwietnia 2010 r. w Valladolid (Hiszpania).

## Życiorys
Syn Manuela de Hoyos, urzędnika miejskiego, i Franciszki de Sena. Przyjaźnił się z Augustynem de Cardavéraz SJ, profesorem gramatyki w Bilbao i propagatorem kultu Serca Jezusowego. Dzięki niemu zapoznał się z książką Józefa de Galliffeta SJ, De cultu Sacrosancti Cordis Dei ac Domini Nostri Iesu Christi in variis Christiani orbis provinciis iam propagato. Pod jej wpływem stał się i on apostołem Serca Jezusowego.
Bernard miał także trudne doświadczenia mistyczne, w których przeżyciu pomagał mu Agustin de Cardavéraz SJ. Młody Bernard bezskutecznie zachęcał hiszpańskich jezuitów do przetłumaczenia książki Galliffeta. Udało mu się jedynie przekonać Jana de Loyola SJ do napisania dzieła nt. kultu Serca Jezusowego. Wyświęcony na kapłana 2 stycznia 1735 r. dzięki specjalnej dyspensie. Jako kapłan mógł bezpośrednio zaangażować się w propagowanie nabożeństwa do Serca Jezusowego. Zabiegał o ustanowienie uroczystości Serca Jezusa w piątek po oktawie Bożego Ciała. Dzięki niemu Valladolid stało się hiszpańskim ośrodkiem podobnym do francuskiego Paray-le-Monial.
W trakcie tzw. trzeciej probacji zakonnej Bernard zachorował na tyfus i po 10 dniach choroby zmarł w opinii świętości w Kolegium św. Ignacego w Villadolid.

## Kult Bernarda de Hoyos
W XVIII w. w Hiszpanii brakowało sprzyjającego klimatu religijnego. Jezuici zostali wygnani, a następnie skasowani prawie na całym świecie (1773 r.). Dopiero po wskrzeszeniu jezuitów (1814) nastały sprzyjające warunki do rozwoju kultu Serca Jezusowego, a przy tym i do ponownego odkrycia jego apostołów. Proces beatyfikacyjny Bernarda rozpoczęto w Valladolid w 1895 r. i kontynuowano w Rzymie. Wymagany do beatyfikacji cud miał miejsce w 1936 r. (w Salamanca San Cristóbal de la Cuesta) i dotyczył uleczenia Mercedes Cabezas z nieuleczalnej choroby. 12 stycznia 1996 r. dekret o heroiczności cnót Bernarda podpisał papież Jan Paweł II. Dekret o uznaniu cudu podpisał papież Benedykt XVI 17 stycznia 2009 r.